# Petter Vennerød
Petter Vennerød (* 25. September 1948 in Oslo, Norwegen; † 19. September 2021) war ein norwegischer Filmregisseur, Drehbuchautor und Filmproduzent, der vor allem als eine Hälfte des Filmemacher-Duos Wam & Vennerød bekannt ist.

## Leben und Werk
Vennerød war Sohn des Filmregisseurs und Produzenten Øyvind Vennerød. 1976 arbeitete er an dem Film Lasse & Geir als Regieassistent erstmals mit dem Regisseur Svend Wam zusammen. Kurz darauf gründeten sie die Produktionsfirma Mefistofilm und inszenierten gemeinsam in den folgenden 20 Jahren als Wam & Vennerød 13 weitere Spielfilme. Das Duo galt als Enfants Terribles des norwegischen Kinos. Die dem Sozialrealismus zuzuordnenden Werke waren in ihrer Inszenierung und Themenwahl oft provokant: Die Filme übten scharfe Kritik an Institutionen wie der Polizei, Psychiatrie und dem Sozialwesen. Sie handelten von in jener Zeit umstrittenen Themen wie Homosexualität und Prostitution und geizten nicht mit expliziten Nackt- und Sexszenen. Dies löste häufig Skandale aus und führte zu Verrissen in der norwegischen Presse. Beim Publikum waren die Filme hingegen häufig erfolgreich, sie lockten bis zu 300.000 Zuschauer in die norwegischen Kinos, insgesamt waren es 1,6 Millionen. Der letzte gemeinsame Film von Wam und Vennerød, Sebastian – Freundschaft oder Liebe?, wurde 1995 unter anderem auf den Nordischen Filmtagen Lübeck gezeigt.
Seit den 90er-Jahren leitete Vennerød zusammen mit seiner Frau Karianne die Filmproduktionsfirma Merkur Film, die er von seinem Vater geerbt hatte. Nach dem Ende seiner Zusammenarbeit mit Svend Wam arbeitete er vorwiegend für das Fernsehen. 2002 eröffnete er ein Kino in Asker, das er bis 2004 leitete. Seine letzte Arbeit als Regisseur war die Dokuserie Født i Feil Kropp (2014–2017) über Transgeschlechtlichkeit. 2019 wurde er mit der Ehren-Amanda ausgezeichnet, da er dazu beigetragen habe, „Grenzen im norwegischen Film zu durchbrechen“.
2018 wurde bei Vennerød ein atypisches Parkinson-Syndrom diagnostiziert. Der Krankheitsverlauf bis zum Tod Vennerøds im Jahr 2021 ist Thema des von Karianne Førland Vennerød und Olaug Spissøy Kyvik realisierten Dokumentarfilms Den siste filmen (2023).

## Filmografie (Auswahl)
- 1977: Det tause flertall (B, P, D)
- 1978: Wer ist hier verrückt? (Hvem har bestemt?) (R, B, P, D)
- 1979: Svartere enn natten (B, D)
- 1980: Liv og død (R, B, P, D)
- 1981: Julia Julia (R, B, P)
- 1982: Leve sitt liv (R, B, P)
- 1983: Åpen framtid (R, B, P)
- 1985: Adjø solidaritet (R, B, P, D)
- 1986: Drømmeslottet (R, B, P, D)
- 1988: Hotel St. Pauli (B, P)
- 1989: Bryllupsfesten (R, B, D)
- 1992: Lakki (P)
- 1995: Sebastian – Freundschaft oder Liebe? (Sebastian) (B, P)
- 2014–2017: Født i Feil Kropp (R, P)

R: als Regisseur, B: als Drehbuchautor, P: als Produzent, D: als Darsteller